# Топлоотделящ елемент
Топлоотделящ елемент (съкр. ТОЕ) е главният конструктивен елемент на активната зона на хетерогенен ядрен реактор, съдържащ ядрено гориво. В топлоотделящия елемент се извършва деленето на тежките ядра на 235U, 239Pu или 233U, съпроводено от отделянето на топлинна енергия, която после се предава на топлоносителя. Елементите се състоят от топлинен сърдечник, обвивка и странични детайли. Типът на елементите се определя от типа и предназначението на ядрения реактор, и параметрите на топлоносителя. Топлоотделящите елементи имат за задача да осигурят надеждното отвеждане на топлината от горивото към топлоносителя.
Топлоотделящият елемент представлява тънкостенна метална тръба, в която е разположено ядреното гориво. ТОЕ се групират в топлоотделящи касети. Касетите с топлоотделящите елементи се поставят в кошницата на реактора. ТОЕ са направени от ядрено чист материал. Това е материал, който има понижено поглъщане на неутрони. В същото време материала на ТОЕ трябва да бъде достатъчно механично устойчив. Днес топлоотделящите елементи са направени предимно от сплави на цирконий. В повечето съвременни реактори (ВВЕР, РБМК), елементите представляват стержен с диаметър 9.1 – 13,5 мм. Дължината им варира, в зависимост от типа реактор, за който са изработени. Обикновено е между 2 до 4 метра.